# Rychnovský potok (přítok Lobezského potoka)
Rychnovský potok je levostranným přítokem Lobezského potoka ve Slavkovském lese a Sokolovské pánvi v okrese Sokolov v Karlovarském kraji. Délka toku měří 3,9 km.

## Průběh toku
Potok pramení severozápadně od Lobzů na severních svazích Slavkovské lesa. Jeho pramen se nachází přibližně 650 metrů východně od Paseckého vrchu (743 m) v nadmořské výšce okolo 715 metrů. Od pramene teče severním směrem údolím pod Paseckým vrchem. Míjí zaniklou osadu Paseka, kde nad jeho levým břehem rostou pamětníci osady, památné stromy Pasecká lípa a Lípa na Paseckém vrchu. Jižním směrem pokračuje k dálnici D6. To již opouští oblast Slavkovského lesa, zprava přibírá menší Novinský potok a vtéká do Sokolovské pánve. Podteče dálnici a v umělém, částečně zakrytém a zatrubněném korytě pokračuje po východním okraji rekultivované výsypky Silvestr. Protéká okolo klubovny golfového hřiště do Sokolova, kde se u sokolovského městského koupaliště vlévá do Lobezského potoka na jeho 2,3 říčním kilometru. .